# Strilkowe
Strilkowe (ukrainisch Стрілкове; russisch Стрелковое Strelkowoje; krimtatarisch Çoqraq) ist ein ukrainisches Dorf in der Oblast Cherson im Rajon Henitschesk.

## Lage

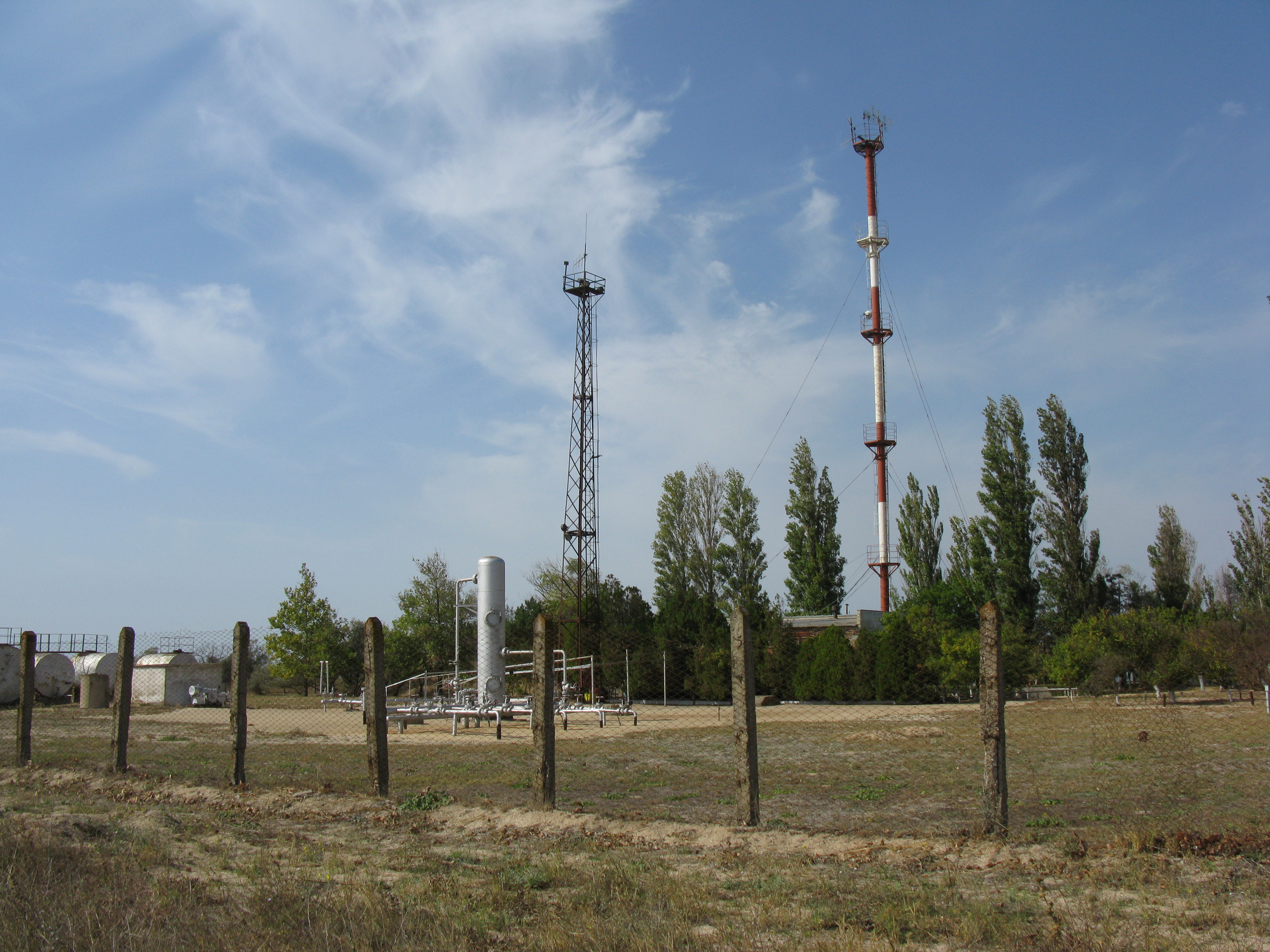
Verdichterstation in Strilkowe (2013)

Das Dorf liegt vor der Nordostküste der Krim auf der Arabat-Nehrung zwischen dem Asowschen Meer im Osten und dem Sywasch im Westen. Das Rajonzentrum Henitschesk liegt 32 km nördlich des Dorfes.

## Geschichte
Der Ort wurde 1835 gegründet und trug bis 1945 den Namen Tschokrak (Чокрак).
Am 15. März 2014 meldete das Außenministerium in Kiew, dass 80 russische Soldaten in das Dorf eingedrungen seien.
Am 12. Juni 2020 wurde das Dorf ein Teil der neugegründeten Stadtgemeinde Henitschesk, bis dahin bildete es die gleichnamige Landratsgemeinde Strilkowe (Стрілківська сільська рада/Strilkiwska silska rada) im Süden des Rajons Henitschesk.